# Dewevrella
Dewevrella é um género botânico pertencente à família Apocynaceae.